# Supplementum Plantarum

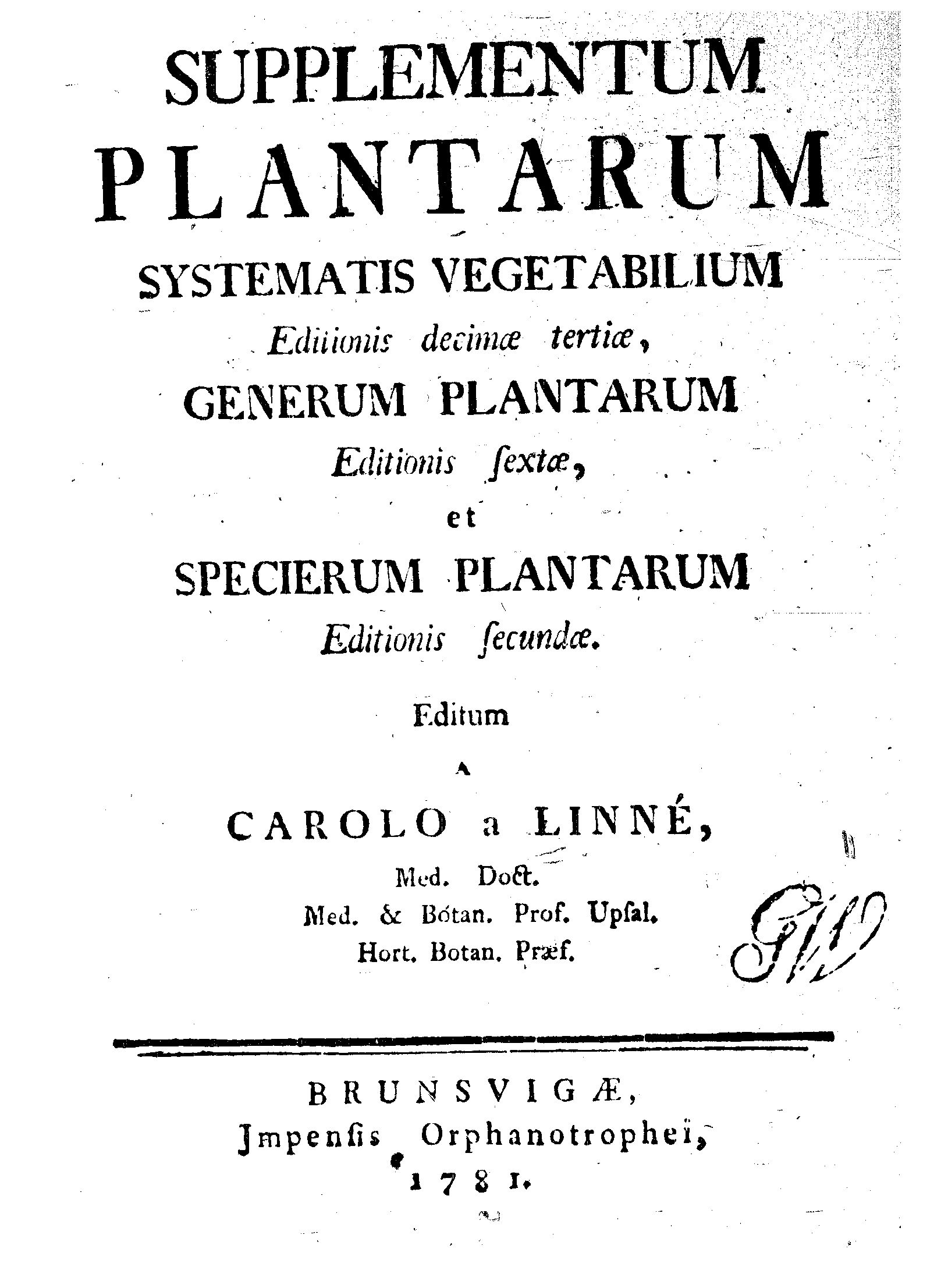
A capa de Supplementum Plantarum

Supplementum Plantarum Systematis Vegetabilium Editionis Decimae Tertiae, Generum Plantarum Editiones Sextae, et Specierum Plantarum Editionis Secundae, abreviado como Supplementum Plantarum Systematis Vegetabilium ou Supplementum Plantarum, e também abreviado pelos botânicos como Suppl. Pl., é um livro de 1782, escrito pelo filho de Lineu. 
Escrito inteiramente em latim, era suposto ser um suplemento das obras de Lineu, nomeadamente Genera Plantarum (1737) e Species Plantarum (1753).
A capa do livro indica que este foi publicado em 1781 e por muito tempo se tinha acreditado que tinha sido publicado em Outubro desse ano. No entanto, em 1976, tendo como base uma carta escrita por Jakob Friedrich Ehrhart,  Hermann Manitz mostrou que de facto o livro havia sido publicado em Abril de 1782